# Sun Fire
Sun Fire is een reeks UNIX-servers die door Sun Microsystems vanaf 2001 op de markt gebracht werd. De Sun Fire-productlijn viel samen met de introductie van de UltraSPARC III-processor, die de op UltraSPARC II gebaseerde Sun Enterprise-serie vervangt. In 2003 breidde Sun de Sun Fire-productlijn uit met servers op basis van de Intel Xeon-processor. In 2004 werden deze vroege Intel Xeon-modellen vervangen door modellen met AMD Opteron-processors. Eveneens in 2004 werden Sun Fire-servers geïntroduceerd op basis van de UltraSPARC IV dual-coreprocessor. In 2007 kwam Sun met nieuwe Intel Xeon Sun Fire-servers, terwijl het ook de AMD Opteron-versies bleef aanbieden.
Op UltraSPARC gebaseerde Sun Fire-systemen kunnen Solaris 8, 9 of 10 draaien. Op Intel Xeon en AMD Opteron gebaseerde Sun Fire-systemen ondersteunen naast Solaris 9 en 10 ook diverse andere besturingssystemen, waaronder Red Hat Enterprise Linux versie 3 tot 6, SUSE Linux Enterprise Server 10 en 11, Windows 2000, Windows Server 2003, 2008, en 2008 R2.
Sun Fire-servers op basis van de SPARC-architectuur werden geproduceerd tot de overname van Sun door Oracle Corporation in 2010, terwijl servers op basis van x86-64 tot medio 2012 beschikbaar bleven. Halverwege 2012 stopte Oracle Corporation met het gebruik van de naam Sun Fire voor nieuwe servermodellen. De x86-64-servermodellen van voor de overname die nog steeds in productie waren, werden omgedoopt in Sun Server.

## Naamgeving
Latere Sun Fire-modellen hebben voorvoegsels die het type systeem aangeven:
- V: instapmodellen en midrange rackmount-servers (UltraSPARC, IA-32 of AMD64)
- E: midrange en high-end enterprise class cabinetservers met high-availability-functies (UltraSPARC)
- B: bladeservers (UltraSPARC of IA-32)
- X: rackmount x86-64-servers
- T: instapmodellen en midrange rackmount-servers gebaseerd op UltraSPARC T-serie CoolThreads processors

Sun Fire-systemen uit de V-serie met Intel Xeon-processors kregen het achtervoegsel "x", terwijl de systemen met AMD Opteron-processors het achtervoegsel "z" kregen. Deze conventie werd bij de latere X-serie niet meer gebruikt.
Sun's eerste generatie bladeserverplatform, het Sun Fire B1600-chassis en de bijbehorende bladeservers, werd onder de naam Sun Fire uitgebracht. Later werden Sun-blade-systemen verkocht onder de naam Sun Blade.
In 2007 introduceerden Sun, Fujitsu en Fujitsu Siemens de gemeenschappelijke SPARC Enterprise-serverproductlijn. De eerste SPARC Enterprise-modellen waren de door Fujitsu ontwikkelde opvolgers van de midrange en high-end Sun Fire E-serie. Daarnaast werden de Sun Fire T1000- en T2000-servers omgedoopt tot SPARC Enterprise T1000 en T2000 en alsdusdanig door Fujitsu verkocht, terwijl Sun deze met hun oorspronkelijke naam bleef aanbieden. Latere servers uit de T-serie werden ook als SPARC Enterprise verkocht in plaats van Sun Fire.

## Fotogalerij

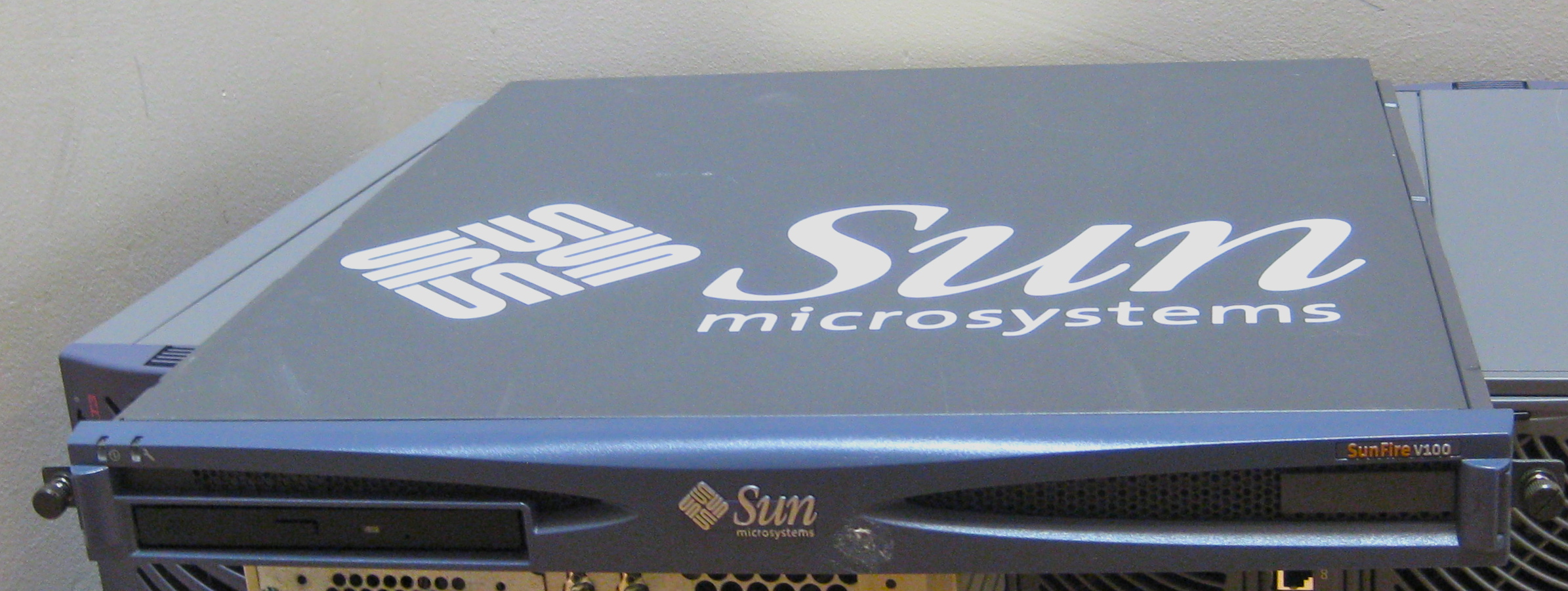
Sun Fire V100
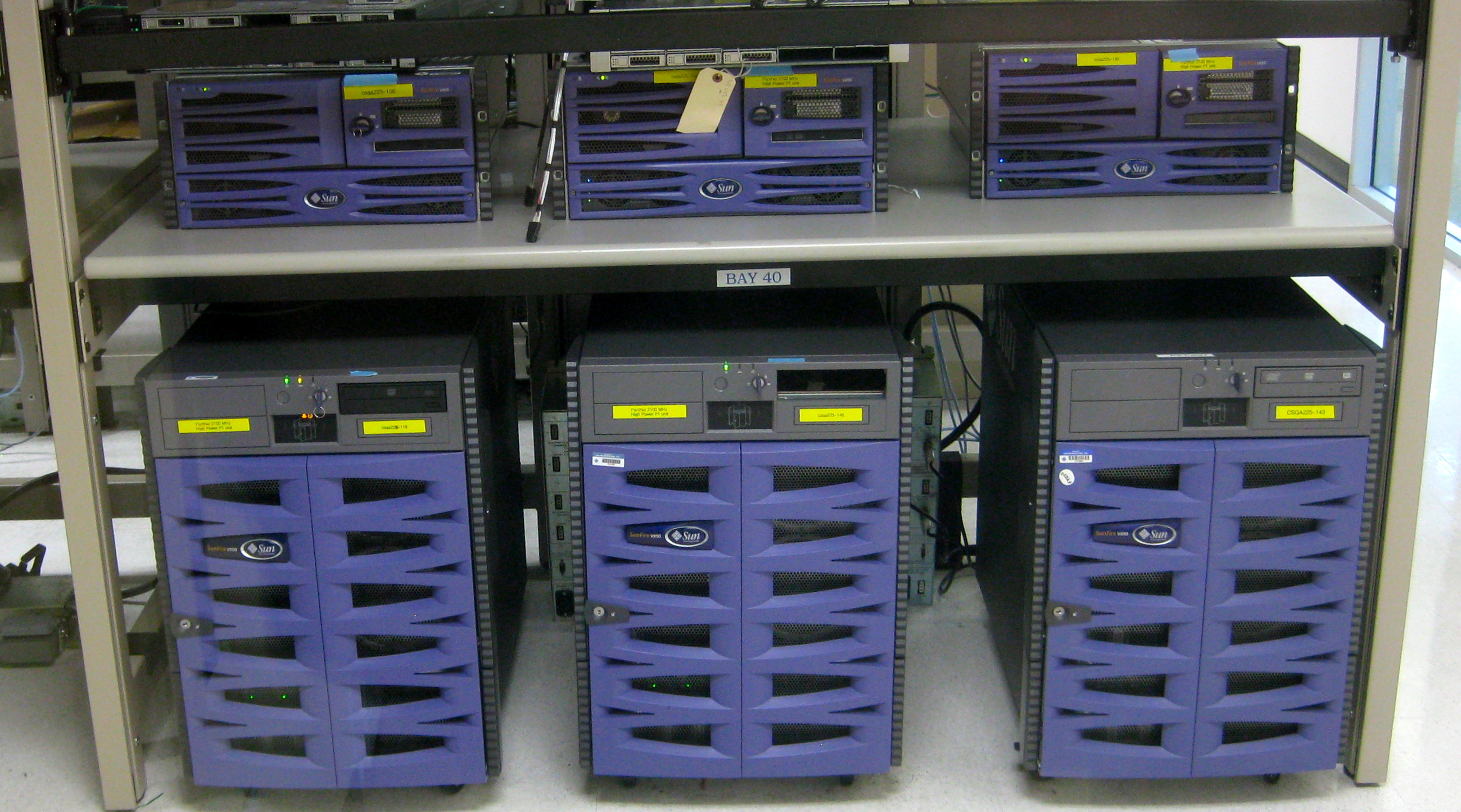
Sun Fire V490 (bovenaan) en V890 (onderaan)
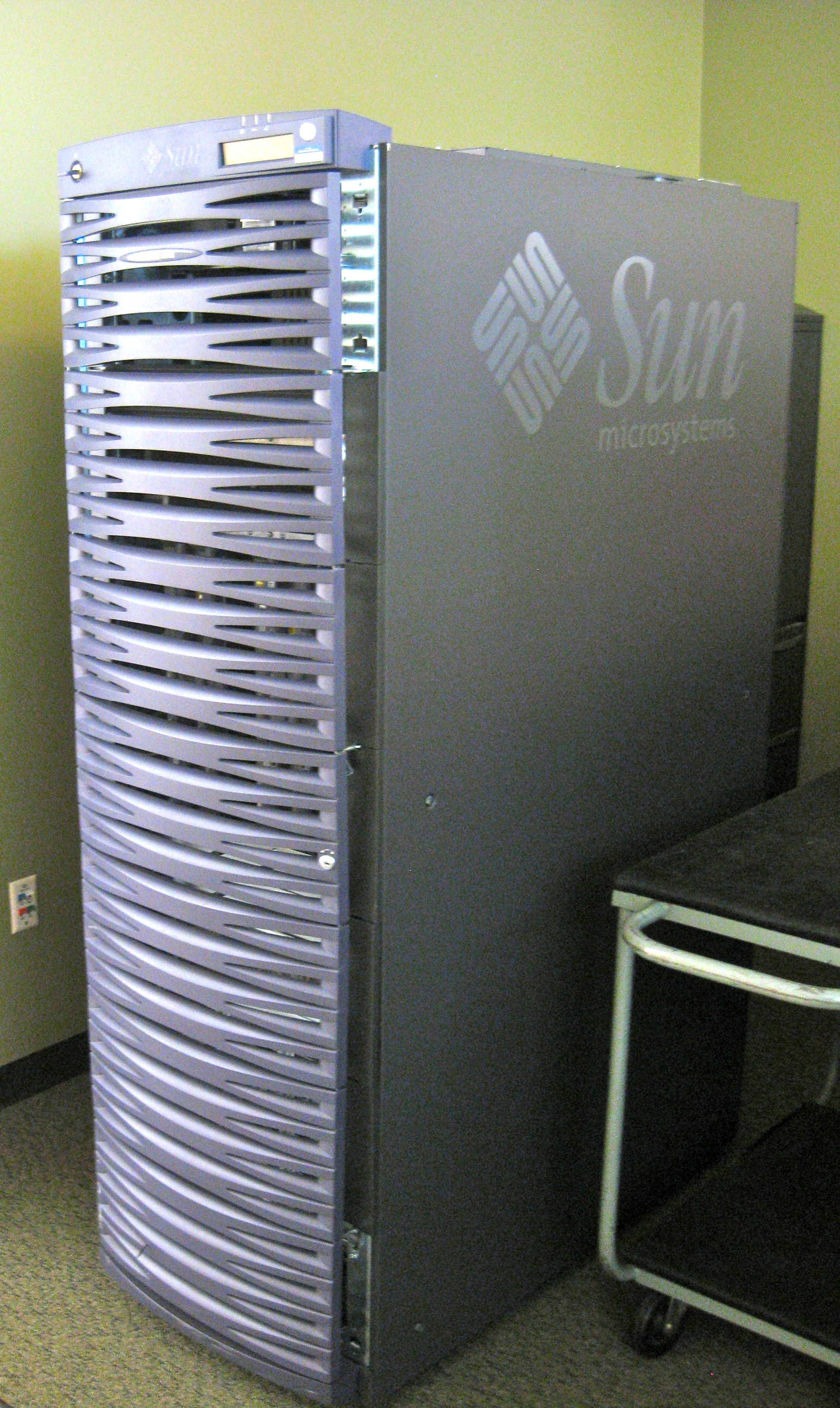
Sun Fire 6800
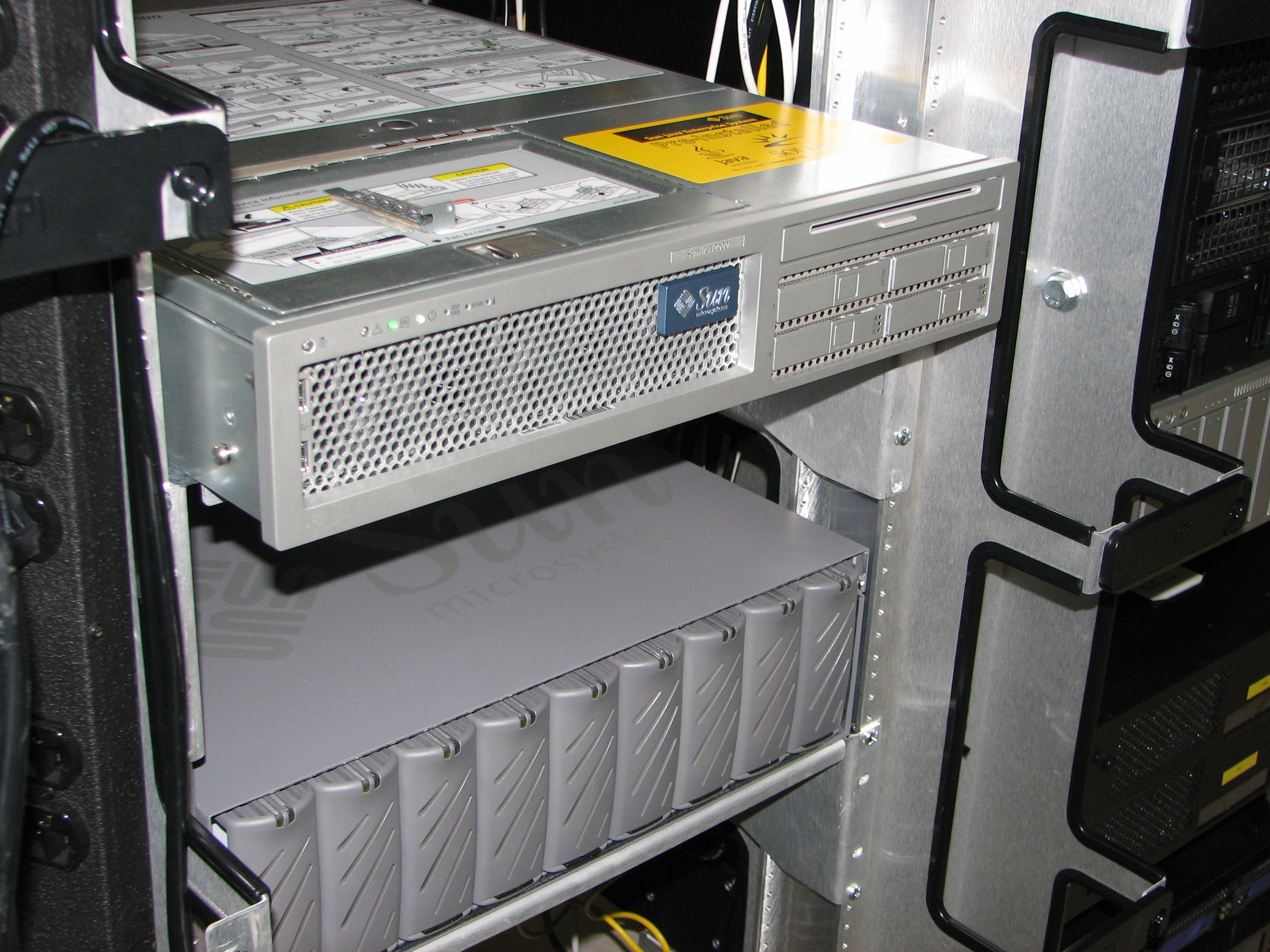
Sun Fire T2000 (bovenaan)
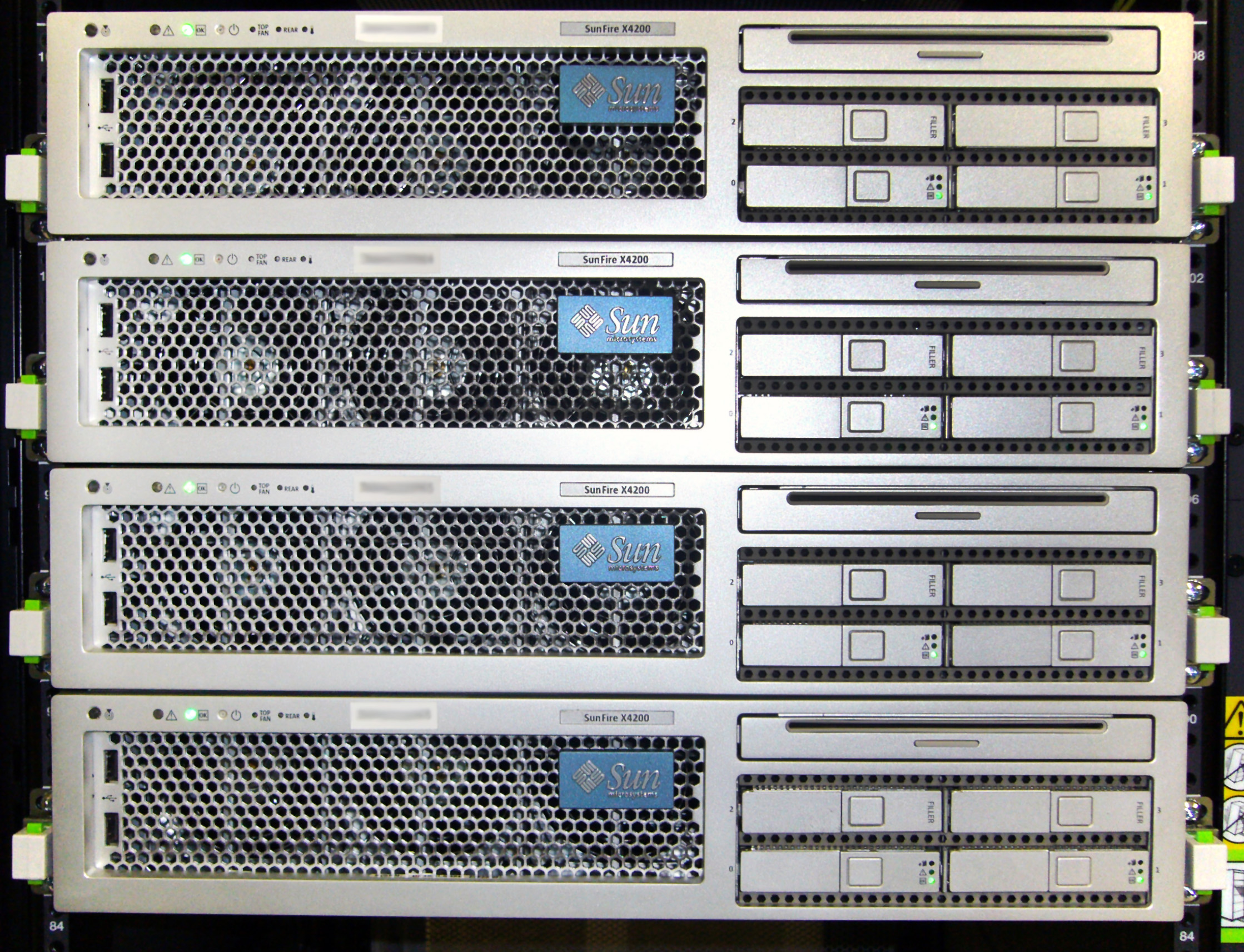
Sun Fire X4200 servers
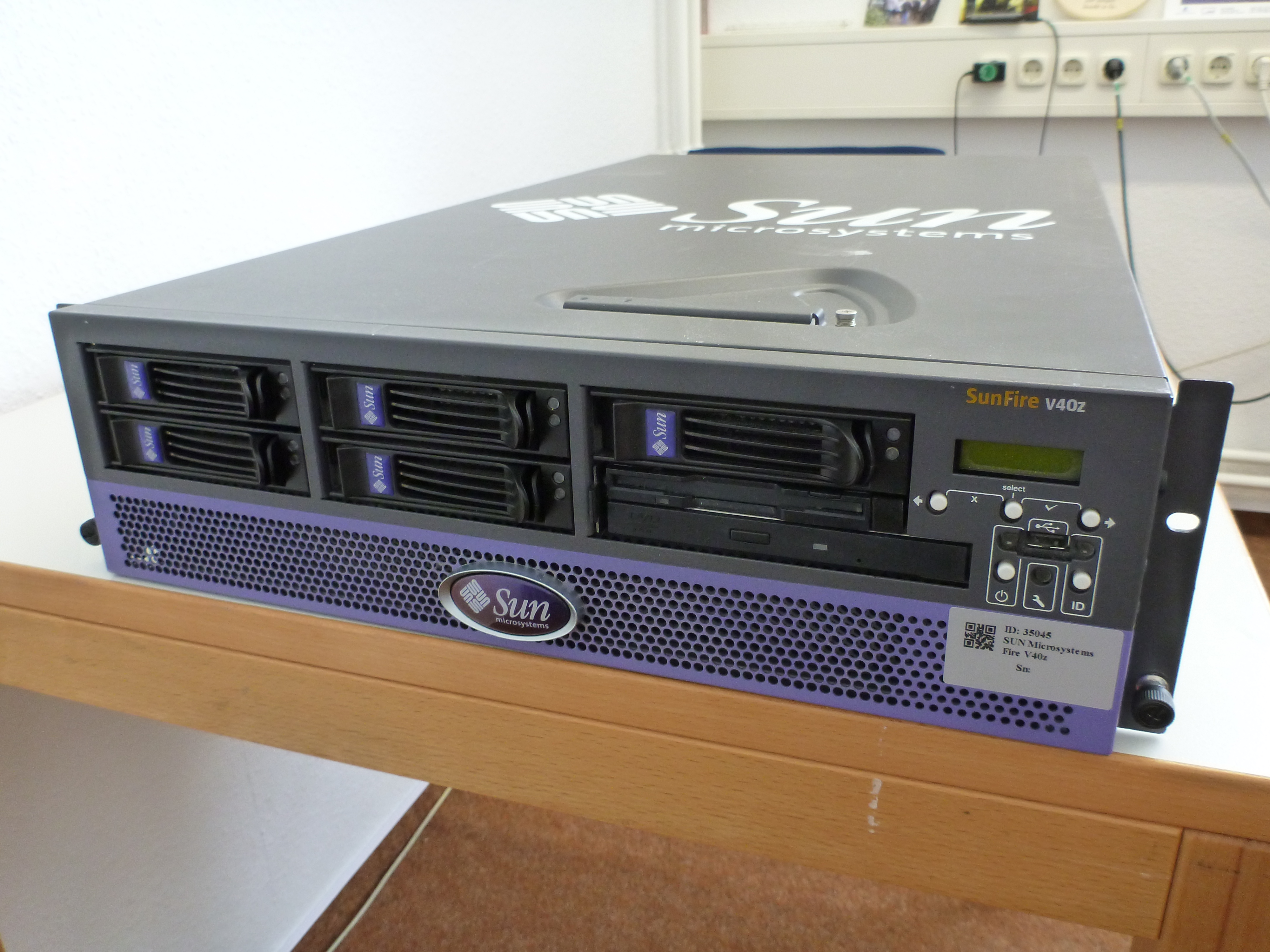
Sun Fire V40z
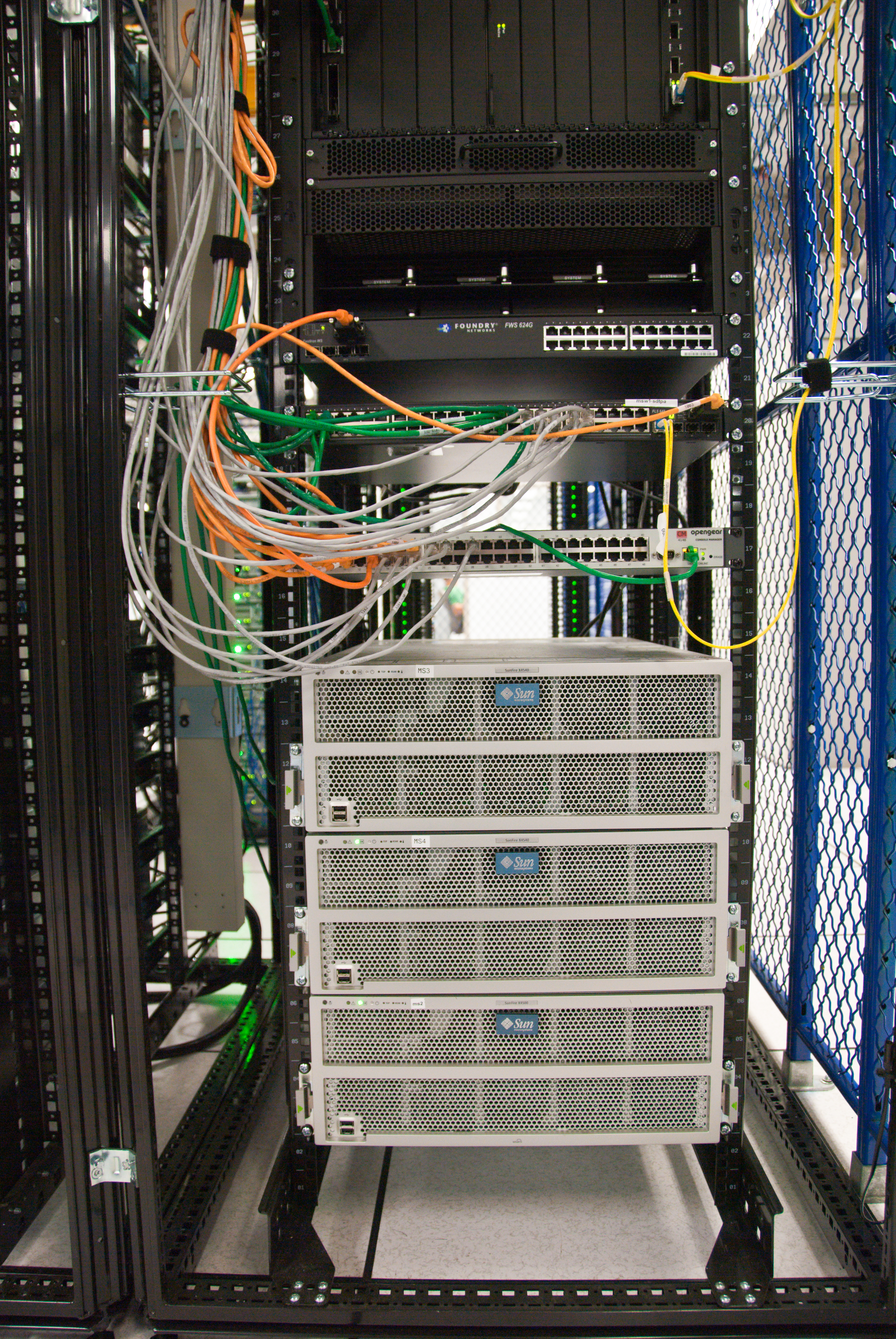
SunFire X4540 servers werden gebruikt als Wikimedia servers in 2010

## Modellen
Sommige modellen werden geproduceerd in twee versies: de originele versie en de RoHS-versie. Aangezien RoHS-componenten en reserveonderdelen ook gebruikt mochten worden in de originele niet-RoHS-versies van die server, wordt de einddatum van een server in de onderstaande lijst beschouwd als de einddatum van de RoHS-versie van die server.

### UltraSPARC
| Model                   | Codenaam           | Type                         | Maximum CPU's                               | CPU MHz                                                                          | Maximum RAM | Maximum opslag                      | Jaartal             |
| T-serie                 | T-serie            | T-serie                      | T-serie                                     | T-serie                                                                          | T-serie     | T-serie                             | T-serie             |
| ----------------------- | ------------------ | ---------------------------- | ------------------------------------------- | -------------------------------------------------------------------------------- | ----------- | ----------------------------------- | ------------------- |
| T1000                   | Erie               | rackmount, 1U                | 1× UltraSPARC T1                            | 1.0 GHz                                                                          | 32 GB       | 1× 3,5 inch SATA of 2× 2,5 inch SAS | 3/2006 tot 10/2009  |
| T2000                   | Ontario            | rackmount, 2U                | 1× UltraSPARC T1                            | 1.0, 1.2, 1.4 GHz                                                                | 64 GB       | 4× 2,5 inch SAS                     | 12/2005 tot 10/2009 |
| V-serie, instapmodellen |                    |                              |                                             |                                                                                  |             |                                     |                     |
| 280R                    | Littleneck         | rackmount, 4U                | 2× UltraSPARC III, III Cu                   | 750, 900, 1015, 1200 MHz                                                         | 8 GB        | 2× 3,5 inch FC-AL                   | 3/2001 tot 1/2005   |
| V100                    | Flapjack-LiteCD500 | rackmount, 1U                | 1× UltraSPARC IIe, IIi                      | 500 (IIe), 550 (IIi), 650 MHz (IIi)                                              | 2 GB (4GB)  | 2× 3,5 inch IDE                     | 3/2002 tot 6/2006   |
| V120                    | Flapjack2 plus     | rackmount, 1U                | 1× UltraSPARC IIi                           | 550, 650 MHz                                                                     | 4 GB        | 2× 3,5 inch SCSI                    | 6/2002 tot 6/2006   |
| V125                    | El Paso            | rackmount, 1U                | 1× UltraSPARC IIIi                          | 1.0 GHz                                                                          | 8 GB        | 2× 3,5 inch SCSI                    | 10/2006 tot 4/2008  |
| V210                    | Enchilada 1U       | rackmount, 1U                | 2× UltraSPARC IIIi                          | 1.0, 1.33 GHz                                                                    | 16 GB       | 2× 3,5 inch SCSI                    | 6/2003 tot 9/2007   |
| V215                    | Seattle 1U         | rackmount, 1U                | 2× UltraSPARC IIIi                          | 1.5 GHz                                                                          | 16 GB       | 2× 2,5 inch SAS                     | 10/2006 tot 4/2008  |
| V240                    | Enchilada 2U       | rackmount, 2U                | 2× UltraSPARC IIIi                          | 1.0, 1.28, 1.33, 1.5 GHz                                                         | 16 GB       | 4× 3,5 inch SCSI                    | 6/2003 tot 9/2007   |
| V245                    | Seattle 2U         | rackmount, 2U                | 2× UltraSPARC IIIi                          | 1.5 GHz                                                                          | 16 GB       | 4× 2,5 inch SAS                     | 10/2006 tot 4/2008  |
| V250                    | Enchilada 2P Tower | rackmount, 5U (90° gedraaid) | 2× UltraSPARC IIIi                          | 1.06, 1.28 GHz                                                                   | 8 GB        | 8× 3,5 inch SCSI                    | 11/2003 tot 9/2005  |
| V440                    | Chalupa            | rackmount, 4U                | 4× UltraSPARC IIIi                          | 1.062, 1.28, 1.593 GHz                                                           | 32 GB       | 4× 3,5 inch SCSI                    | 10/2003 tot 9/2007  |
| V445                    | Boston             | rackmount, 4U                | 4× UltraSPARC IIIi                          | 1.593 GHz                                                                        | 32 GB       | 8× 2,5 inch SAS                     | 10/2006 tot 4/2008  |
| V-serie, midrange       |                    |                              |                                             |                                                                                  |             |                                     |                     |
| V480                    | Cherrystone        | rackmount, 5U                | 4× UltraSPARC III Cu                        | 900, 1050, 1200 MHz                                                              | 32 GB       | 2× 3,5 inch FC-AL                   | 8/2002 tot 12/2005  |
| V490                    | Sebring            | rackmount, 5U                | 4× UltraSPARC IV, IV+                       | 1.05, 1.35, 1.5, 1.8 GHz                                                         | 64 GB       | 2× 3,5 inch FC-AL                   | 9/2004 tot 4/2009   |
| V880                    | Daktari            | rackmount, 7U                | 8× UltraSPARC III                           | 750, 900, 1050, 1200 MHz                                                         | 64 GB       | 12× 3,5 inch FC-AL                  | 11/2001 tot 10/2005 |
| V880z                   | Nandi              | rackmount, 7U                | 8× UltraSPARC III                           | 750, 900, 1050, 1200 MHz                                                         | 64 GB       | 12× 3,5 inch FC-AL                  | 2/2003 tot 3/2005   |
| V890                    | Silverstone        | rackmount, 7U                | 8× UltraSPARC IV, IV+                       | 1.2, 1.35, 1.5, 1.8, 2.1 GHz                                                     | 128 GB      | 12× 3,5 inch FC-AL                  | 9/2004 tot 4/2009   |
| V1280                   | Lightweight 8      | rackmount, 2U                | 12× UltraSPARC III Cu, IV, IV+              | 900, 1050, 1200 (III Cu), 1050, 1200, 1350 (IV), 1500 MHz (IV+)                  | 192 GB      | 2× 3,5 inch SCSI                    | 3/2003 tot 10/2007  |
| E-serie, midrange       |                    |                              |                                             |                                                                                  |             |                                     |                     |
| 3800                    | Serengeti 8        | rackmount, 8,5U              | 8× UltraSPARC III Cu                        | 750, 900, 1050, 1200 MHz                                                         | 64 GB       | StorEdge D240                       | 4/2001 tot 8/2003   |
| 4800                    | Serengeti 12       | rackmount, 17,5U             | 12× UltraSPARC III, III Cu, IV, IV+         | 750 (III), 900, 1050, 1200 (III Cu), 1050, 1200, 1350 (IV), 1500, 1800 MHz (IV+) | 192 GB      | StorEdge D240                       | 4/2001 tot 5/2005   |
| 4810                    | Serengeti 12i      | rackmount, 21U               | 12× UltraSPARC III, III Cu, IV, IV+         | 750 (III), 900, 1050, 1200 (III Cu), 1050, 1200, 1350 (IV), 1500, 1800 MHz (IV+) | 192 GB      | StorEdge D240                       | 4/2001 tot 6/2003   |
| 6800                    | Serengeti 24       | datacenter rack              | 24× UltraSPARC III, III Cu, IV, IV+         | 750 (III), 900, 1050, 1200 (III Cu), 1050, 1200, 1350 (IV), 1500, 1800 MHz (IV+) | 384 GB      | StorEdge D240                       | 4/2001 tot 5/2005   |
| E2900                   | Amazon 2           | rackmount, 12U               | 12× UltraSPARC III Cu, IV, IV+              | 0.9, 1.2 (III Cu), 1.05, 1.2, 1.35 (IV), 1.5, 1.8 GHz (IV+)                      | 192 GB      | 2× 3,5 inch SCSI                    | 5/2005 tot 1/2009   |
| E4900                   | Amazon 4           | rackmount, 17,5U             | 12× UltraSPARC III Cu, IV, IV+              | 0.9, 1.05, 1.2 (III Cu), 1.05, 1.2, 1.35 (IV), 1.5, 1.8 GHz (IV+)                | 192 GB      | -                                   | 3/2004 tot 1/2009   |
| E6900                   | Amazon 6           | datacenter rack              | 24× UltraSPARC III Cu, IV, IV+              | 0.9, 1.05, 1.2 (III Cu), 1.05, 1.2, 1.35 (IV), 1.5, 1.8 GHz (IV+)                | 384 GB      | -                                   | 3/2004 tot 1/2009   |
| E-serie, high-end       |                    |                              |                                             |                                                                                  |             |                                     |                     |
| 12K                     | StarKitty          | datacenter rack              | 52× UltraSPARC III Cu, IV                   | 900, 1050, 1200 (III Cu), 1050, 1200, 1350 (IV) MHz                              | 288 GB      | -                                   | 4/2002 tot 2/2005   |
| 15K                     | StarCat            | datacenter rack              | 106× UltraSPARC III Cu of 72× UltraSPARC IV | 900, 1050, 1200 (III Cu), 1050, 1200, 1350 (IV) MHz                              | 576 GB      | -                                   | 1/2002 tot 2/2005   |
| E20K                    | Amazon 20          | datacenter rack              | 36× UltraSPARC III Cu, IV, IV+              | 0.9, 1.05, 1.2 (III Cu), 1.05, 1.2, 1.35 (IV), 1.5, 1.8 GHz (IV+)                | 576 GB      | -                                   | 6/2004 tot 1/2009   |
| E25K                    | Amazon 25          | datacenter rack              | 72× UltraSPARC IV, IV+                      | 0.9, 1.05, 1.2 (III Cu), 1.05, 1.2, 1.35 (IV), 1.5, 1.8 GHz (IV+)                | 1152 GB     | -                                   | 6/2004 tot 1/2009   |

### x86/x64
| Model    | Codenaam         | Type          | Maximum CPU's  | CPU modellen                                           | Maximum RAM | Maximum opslag                                 | Jaartal             |
| V-serie  | V-serie          | V-serie       | V-serie        | V-serie                                                | V-serie     | V-serie                                        | V-serie             |
| -------- | ---------------- | ------------- | -------------- | ------------------------------------------------------ | ----------- | ---------------------------------------------- | ------------------- |
| V20z     | Stinger 2P       | rackmount, 1U | 2× AMD Opteron | 242, 244, 248, 250, 252, 270, 275                      | 16 GB       | 2× 3,5 inch SCSI                               | 4/2004 tot 11/2007  |
| V40z     | Stinger 4P       | rackmount, 3U | 4× AMD Opteron | 844, 848, 850, 852, 854, 856, 870, 875, 880, 885       | 64 GB       | 6× 3,5 inch SCSI                               | 6/2004 tot 3/2007   |
| V60x     | Grizzly          | rackmount, 1U | 2× Intel Xeon  | 2.8, 3.06, 3.2 GHz                                     | 6 GB        | 3× 3,5 inch SCSI                               | 6/2003 tot 1/2005   |
| V65x     | Grizzly          | rackmount, 2U | 2× Intel Xeon  | 2.8, 3.06, 3.2 GHz                                     | 12 GB       | 6× 3,5 inch SCSI                               | 6/2003 tot 1/2005   |
| X-serie  |                  |               |                |                                                        |             |                                                |                     |
| X2100    | Aquarius         | rackmount, 1U | 1× AMD Opteron | 146, 148, 152, 154, 156, 175, 180                      | 8 GB        | 2× 3,5 inch SATA                               | 10/2005 tot 4/2007  |
| X2100 M2 | Leo              | rackmount, 1U | 1× AMD Opteron | 1218, 1214, 1210                                       | 8 GB        | 2× 3,5 inch SATA                               | 9/2006 tot 4/2009   |
| X2200 M2 | Taurus           | rackmount, 1U | 2× AMD Opteron | 2218HE, 2222, 2218, 2210, 2220, 2214                   | 64 GB       | 2× 3,5 inch SATA                               | 9/2006 tot 1/2010   |
| X2250    | Venus            | rackmount, 1U | 2× Intel Xeon  | X5482, E5472, X5472, E5462, X5272, X5460, E5405, L5420 | 32 GB       | 2× 3,5 inch SATA                               | 6/2008 tot 12/2009  |
| X2270    | Wasp             | rackmount, 1U | 2× Intel Xeon  | 5500-serie                                             | 48 GB       | 4× 3,5 inch SATA                               | 4/2009 tot 8/2012   |
| X2270 M2 | Wasp+            | rackmount, 1U | 2× Intel Xeon  | 5600-serie                                             | 96 GB       | 4× 3,5 inch SATA                               | 6/2010 tot 8/2012   |
| X4100    | Galaxy 1U        | rackmount, 1U | 2× AMD Opteron | 248, 252, 254, 256, 275, 280, 285                      | 16 GB       | 4× 2,5 inch SAS                                | 11/2005 tot 5/2008  |
| X4100 M2 | Galaxy 1F        | rackmount, 1U | 2× AMD Opteron | 2220, 2222SE, 2218HE, 2222, 2210, 2218, 2220SE, 2216   | 32 GB       | 4× 2,5 inch SAS                                | 10/2006 tot 6/2009  |
| X4140    | Dorado 1U        | rackmount, 1U | 2× AMD Opteron | 2218 HE, 2222                                          | 64 GB       | 8× 2,5 inch SAS                                | 5/2008 tot 9/2010   |
| X4150    | Doradi           | rackmount, 1U | 2× Intel Xeon  | 5160, L5310, L5320, E5345, E5355, E5335, E5410, E5440  | 64 GB       | 8× 2,5 inch SAS                                | 10/2007 tot 1/2010  |
| X4170    | Lynx 1U          | rackmount, 1U | 2× Intel Xeon  | 5500-serie                                             | 144 GB      | 8× 2,5 inch SATA/SAS                           | 5/2009 tot 10/2010  |
| X4170 M2 | Lynx+ (Thelma)   | rackmount, 1U | 2× Intel Xeon  | 5600-serie                                             | 144 GB      | 8× 2,5 inch SAS                                | 7/2010 tot 8/2012   |
| X4200    | Galaxy 2U        | rackmount, 2U | 2× AMD Opteron | 248, 252, 254, 256, 275, 280, 285                      | 16GB        | 4× 2,5 inch SAS                                | 11/2005 tot 5/2008  |
| X4200 M2 | Galaxy 2F        | rackmount, 2U | 2× AMD Opteron | 2210, 2216, 2218, 2220SE, 2222SE, 2220, 2222, 2218HE   | 32 GB       | 4× 2,5 inch SAS                                | 10/2006 tot 6/2009  |
| X4240    | Dorado 2U        | rackmount, 2U | 2× AMD Opteron | 2218 HE, 2222, 2224 SE, 2347 HE, 2356                  | 64 GB       | 8× 2,5 inch SAS + 8× 2,5 inch SATA             | 6/2008 tot 9/2010   |
| X4250    | Doradi 2U        | rackmount, 2U | 2× Intel Xeon  | X5482, E5472, X5472, E5462, X5272, X5460, E5405, L5420 | 64 GB       | 16× 2,5 inch SAS                               | 7/2008 tot 1/2010   |
| X4270    | Lynx 2U (Elwood) | rackmount, 2U | 2× Intel Xeon  | 5500-serie                                             | 144 GB      | 16× 2,5 inch SATA/SAS                          | 5/2009 tot 10/2010  |
| X4270 M2 | Lynx 2U (Hyde+)  | rackmount, 2U | 2× Intel Xeon  | 5600-serie                                             | 144 GB      | 12× 3,5 inch SATA/SAS of 24× 2,5 inch SATA/SAS | 8/2010 tot 8/2012   |
| X4275    | Lynx 2U (Hyde)   | rackmount, 2U | 2× Intel Xeon  | 5500-serie                                             | 144 GB      | 12× 3,5 inch SATA/SAS                          | 6/2009 tot 10/2010  |
| X4440    | Tucana           | rackmount, 2U | 4× AMD Opteron | 8218, 8222, 8224                                       | 128 GB      | 8× 2,5 inch SAS of 6× 2,5 inch SATA            | 5/2008 tot 9/2010   |
| X4450    | Tucani           | rackmount, 2U | 4× Intel Xeon  | E7220, L7345, E7320, E7340, X7350                      | 128 GB      | 8× 2,5 inch SAS of 6× 2,5 inch SATA            | 12/2007 tot 10/2010 |
| X4500    | Thumper          | rackmount, 4U | 2× AMD Opteron | 285, 290                                               | 16 GB       | 48× 3,5 inch SATA                              | 10/2006 tot 3/2009  |
| X4540    | Thor             | rackmount, 4U | 2× AMD Opteron | 2356, 2384, 2435                                       | 128 GB      | 48× 3,5 inch SATA                              | 7/2008 tot 11/2010  |
| X4470    | Callisto         | rackmount, 3U | 4× Intel Xeon  | 7500-serie                                             | 512 GB      | 6× 2,5 inch SATA/SAS                           | 8/2010 tot 11/2011  |
| X4470 M2 | Callisto+        | rackmount, 3U | 4× Intel Xeon  | E7-4800-serie                                          | 1024 GB     | 6× 2,5 inch SATA/SAS                           | 7/2011 tot 8/2014   |
| X4600    | Galaxy 4U        | rackmount, 4U | 8× AMD Opteron | 856, 885                                               | 256 GB      | 4× 2,5 inch SAS                                | 7/2006 tot 11/2007  |
| X4600 M2 | Galaxy 4U        | rackmount, 4U | 8× AMD Opteron | 8218, 8220SE, 8220, 8216, 8360SE                       | 512 GB      | 4× 2,5 inch SAS                                | 12/2006 tot 3/2010  |
| X4800    | G5               | rackmount, 5U | 8× Intel Xeon  | 7500-serie                                             | 1 TB        | 8× 2,5 inch SATA/SAS                           | 8/2010 tot 2/2012   |
| X4800 M2 | G5               | rackmount, 5U | 8× Intel Xeon  | 8800-serie                                             | 2 TB        | 8× 2,5 inch SATA/SAS                           | 7/2011 tot 8/2014   |

1. ↑  Werd verkocht als Sun Server X2-4 vanaf medio 2012
2. ↑  Werd verkocht als Sun Server X2-8 vanaf medio 2012